# Pasado y Presente
Pasado y Presente. Revista trimestral de ideología y cultura va ser una revista argentina d'orientació marxista publicada a Córdoba entre els anys 1963 i 1965, i en una segona època vuit anys després dirigida per José Aricó.
La crítica al partit comunista, la difusió del pensament d'Antonio Gramsci i d'altres clàssics del marxisme, la publicació de nombrosos articles d'intel·lectuals d'esquerra contemporanis –sobretot italians–, la discussió al voltant de la lluita armada i el moviment obrer cordovès, i la relació entre cultura i política, van caracteritzar la revista durant la seva primera època. Ja en un altre context, l'acostament a l'esquerra peronista s'evidencia als números apareguts a partir del 1973.
Cal esmentar, a més, la publicació per part del grup, a partir de 1968 i fins al 1983, de la col·lecció «Cuadernos de Pasado y Presente», els quals van resultar claus per a la renovació del pensament marxista a Llatinoamèrica.